# 排他的経済水域

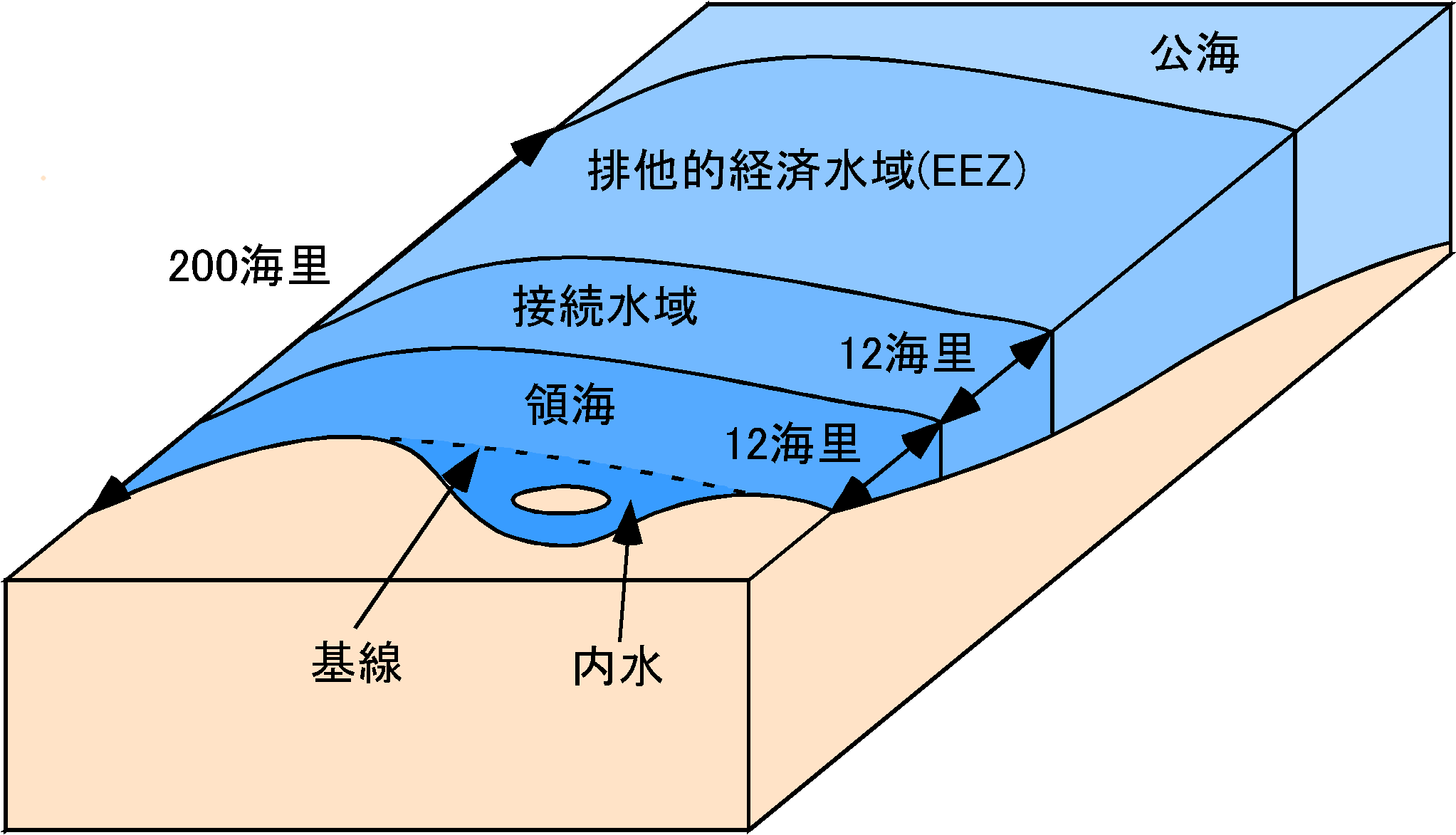
それぞれの水域を示す図（立体図）

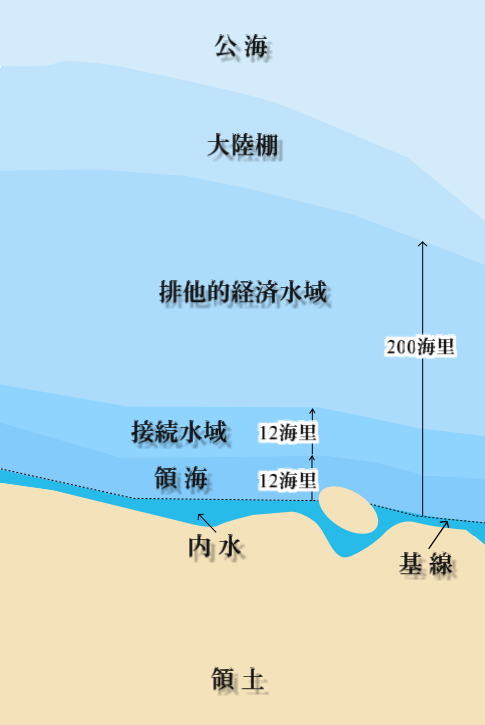
それぞれの水域を示す図（平面図）

世界各国の排他的経済水域（濃青）

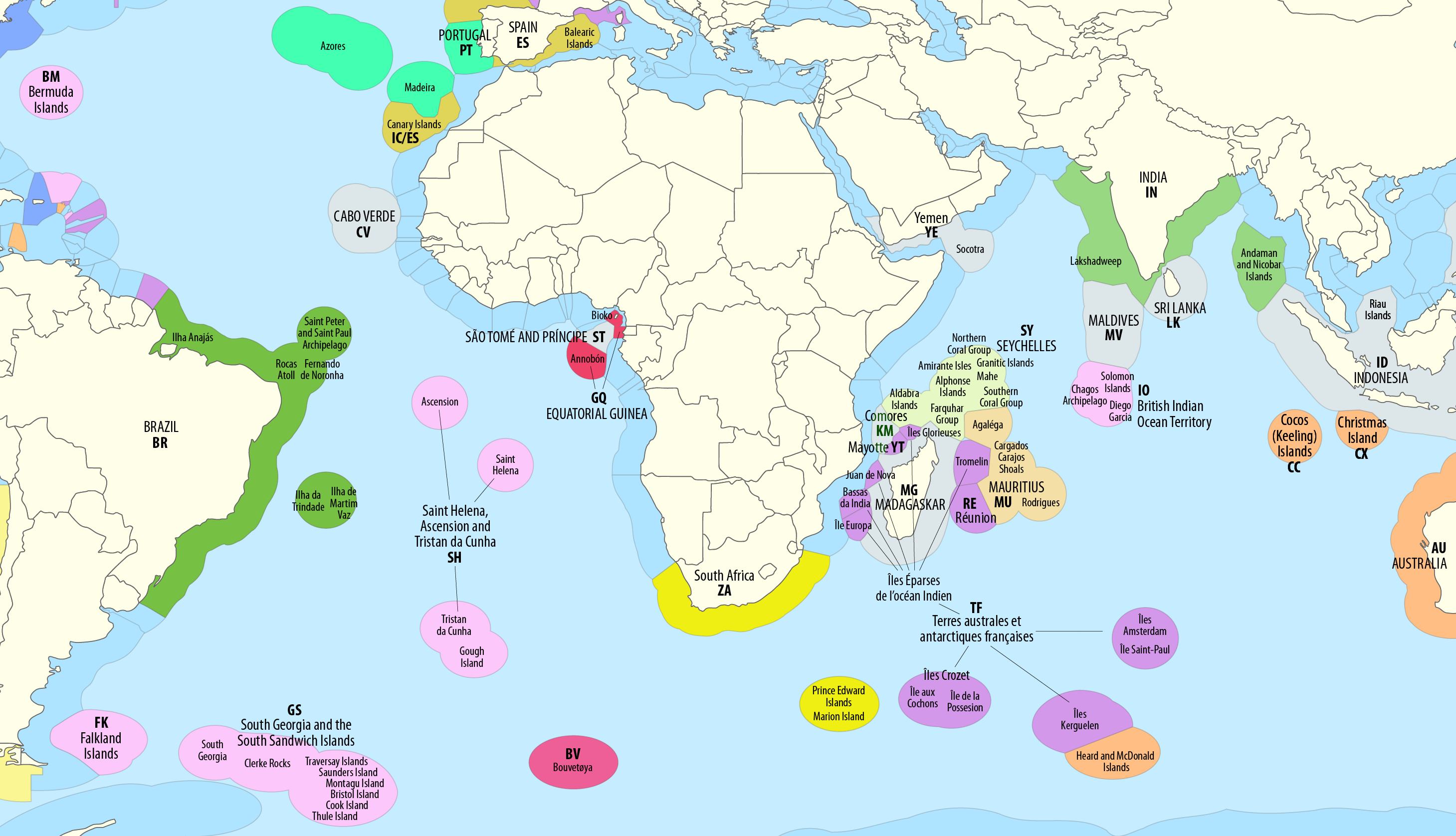
大西洋とインド洋における排他的経済水域

太平洋における排他的経済水域

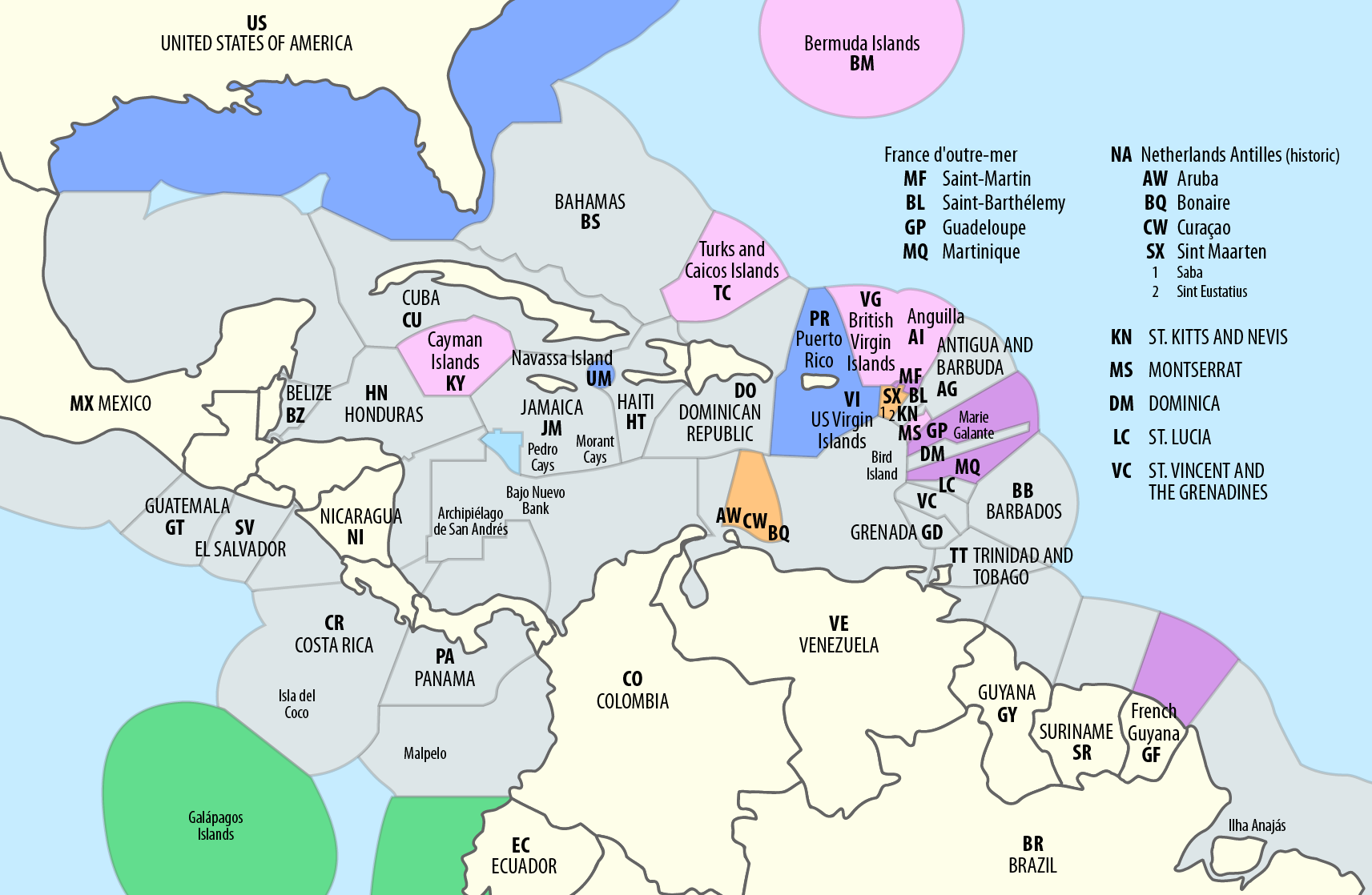
カリブ海における排他的経済水域

排他的経済水域（はいたてきけいざいすいいき、英語: exclusive economic zone）、別名200海里水域とは海洋法に関する国際連合条約に基づいて設定される、天然資源及び自然エネルギーに関する「主権的権利」、並びに人工島・施設の設置、環境保護・保全、海洋科学調査に関する「管轄権」が及ぶ水域のこと。
沿岸国にその領土から最大200海里までの範囲において経済的な権利を与えるものである。
領海や接続水域ではないため、航行や上空飛行は妨げられない。

## 主権的権利
国連海洋法条約では、沿岸国は自国の基線から200海里の範囲内に、排他的経済水域を設定できる。
設定水域の海上・海中・海底、及び海底下に存在する水産・鉱物資源並びに、海水・海流・海風から得られる自然エネルギーに対して、探査・開発・保全及び管理を行う排他的な権利を有することが明記されている。
排他的経済水域に存在する鉱物資源は埋蔵している段階では、沿岸国には所有権は存在せず、採掘して陸上・海上施設・船舶に引き上げられた段階で、その権利が発生する。また水産物も、水揚げされて初めて所有権が発生する。自然エネルギーに対しても、例えば電力に変換されて、初めて物権が発生する。
批准沿岸国は、天然資源及び自然エネルギーに対する、下記の行為に関してのみ法律を制定し、罰則規定を設けることができる。排他性を有しているが、主権には及ばないために、「主権的権利」と呼んで「主権」とは一線を画している。

## 管轄権
排他的経済水域において、人工島・施設の建設、海域の環境保護・保全の観点から環境を破壊する虞のある行為、海洋の科学的調査の実施に対して沿岸国は排他的な「許認可権」を有しており、沿岸国への事前の申請を必要としている。沿岸国は申請内容と異なる行為をして違反が明らかになった場合は速やかに中止をさせることができる。
海洋の科学調査に関しては、何をもって科学的調査とするのか、その定義について各国の主張に隔たりがあり一致をみていない。

## 排他的経済水域
歴史的には、海洋天然資源の持続的な利用が妨げられないよう、資源管理の徹底のために考案された水域が始まりである。現在の「海洋法に関する国際連合条約」で規定されている排他的経済水域は、下は海底下から上は上空まで適用される水域であるが、歴史上それは海中から上の「漁業水域」と海底面・海底下の「大陸棚」の2つの別個に組み立てられた概念からなっていた。

### 漁業水域
「漁業水域」については海中の生物資源の「回遊性」と領海境界における生物資源の移動の「連続性」を根拠としている。魚などにとって領海境界は移動を妨げるものではなく自由に移動を行えるため、領海内の生物資源は隣接する領海外の生物資源の増減に大きな影響を受ける。ゆえに自国領海に隣接する領海外で行われる漁業について、沿岸国が管理を行う権利を有する正当性を訴えた。
歴史上最初の領海外の公海上の漁業管理の試みは、アメリカ合衆国トルーマン大統領により1945年に宣言された「公海の水域における沿岸漁業に関するアメリカ合衆国の政策」を端緒とする。この宣言には漁業水域の具体的水域範囲は設定されてはいないが、当時は領海幅についても国際的に合意されているとは言えない状態であった。当時、漁業技術の革新により母船式各種漁業が盛んとなりつつあり、自国領海近傍で行われる外国遠洋漁業者に対する牽制を含めての宣言布告であった。
国家間の同意に基づいた条約は、1958年に採択、1966年に発効した「漁業及び公海の生物資源の保存に関する条約」が最初である。領海外の1漁場で2か国以上の国が漁業を行う場合、それらの国の合意によって漁場の管理を行うことが決められた。また一国が領海外に領海と隣接して漁業管理を行うことができる水域を設けることができることが定められた。ただしこの条約において漁業水域の外側境界線の範囲の具体的数値については何も定められなかった。この曖昧な漁業水域の定めは禍根を残し、その後各国が暫定的に独自に漁業水域を宣言し、一方的な管轄権の行使、即ち一方的に他国漁船に対し漁業取締を行う状況が頻発した。日本は漁業水域の外側境界線まで領海基線から200海里とする「漁業水域に関する暫定措置法」を1977年（昭和52年）に施行し、独自の「漁業水域」を設定し国内外に宣言した。

### 大陸棚
「大陸棚」については、岩石、土砂、火山灰などの陸地由来の堆積物により大陸棚や海底斜面が形成されることが考慮された。陸地周囲に地質学的な長期間をかけて形成された石油などの鉱物資源や、堆積物由来の無機物・有機物を材料とし生物学的に何世代にも渡り徐々に移動する海底に生息する生物資源を想定し、陸及びその周囲の海との「延長性」を根拠とした。陸地から堆積物がなければ石油や海底に生息する蟹などはできなかったとする論拠である。また当時の技術では石油・天然ガスなどの海底鉱物資源を開発して海底パイプラインにより沿岸に輸送する以外に石油・天然ガスを生産する方法がなく、沿岸国の協力は海底資源を開発するうえで必須条件と考えられていた。大陸棚資源開発における沿岸国の重要性を根拠とし、沿岸国が大陸棚資源開発の管轄権を有するとされた。
歴史上の領海外の公海下の海底資源の管理の試みは、アメリカ合衆国トルーマン大統領により1945年に宣言された「大陸棚の地下及び海底の天然資源に関する合衆国の政策」を端緒とする。この宣言には大陸棚の地形学的定義、範囲、水深何メートル以浅とするかの定めはない。
国家間の同意に基づいた初めての条約は、1958年に採択、1964年に発効した「大陸棚に関する条約」である。領海外の隣接する200m以浅を条約大陸棚とし、200m以深でも資源が開発可能ならば拡張を可能とする「開発可能性」も付与された。これは当時の技術の石油・ガス開発が可能な水深の限度は200m程度と考えられていたことと、それ以上の水深の海底開発の可能性も見据え文章化したものである。もう一つ重要なことは、海を隔てて隣接し大陸棚を共有する国同士及び領海線を共有する国同士は、双方の合意なしに一方的に大陸棚境界を設定できないことと、また定められる大陸棚境界線は中間等距離線を原則とすることを明記した点にある。

### 排他的経済水域
一方的宣言と取締りに終始していた「漁業水域」については1982年採択、1994年発効の「海洋法に関する国際連合条約」をもって、これまでの「大陸棚」の概念と統合し、新たに「排他的経済水域」という語となって明文化された。このとき水域、海底域の範囲についても原則領海基線から200海里を範囲とすると定められた。旧条約「大陸棚に関する条約」で定められていた水深200m以浅及び「開発可能性」の規定は消滅した。また地形的に大陸棚と認められる条件を定め、200海里水域の外でその大陸棚の条件を満たす海底の内、最大で領海基線から350海里以内あるいは水深2500m等深線から100海里以内を大陸棚境界とすることを定めた。
「海洋法に関する国際連合条約」では、沿岸国が有する「排他的経済水域」における「主権的権利」「管轄権」が規定されただけでなく、非沿岸国の「排他的経済水域」において保護される諸権利についても規定されている。それらは以下となる。
- 航行
- 上空飛行
- 海底電線・海底パイプラインの敷設

## 排他的経済水域の起点となる島の条件
「海洋法に関する国際連合条約」において排他的経済水域をの起点となる領海基線を設けることができる島についての必要条件の定めは第121条にある。

### 第1項
第1項では「島とは、自然に形成された陸地であって、水に囲まれ、高潮時においても水面上にあるものをいう。」と定め、本条約上の「島」についての規定がされている。即ち潮汐により海底に没する陸地は本条約上の「島」ではないと条文を解釈することができる。

### 第2項
第2項では「第3項に定める場合を除くほか、島の領海、接続水域、排他的経済水域及び大陸棚は、他の領土に適用されるこの条約の規定に従って決定される。」と定め、第1項で定義された本条約上の「島」は領海、接続水域、排他的経済水域及び大陸棚の起点を定めるうえで遜色なく「領土」としての扱いを受けると条文から解釈できる。ただし次の第3項で定義される「人間の居住又は独自の経済的生活を維持することのできない岩」は、排他的経済水域及び大陸棚の起点を定めるうえで「領土」として扱われないことを前提として定めているものと解釈できる。

### 第3項
第3項では「人間の居住又は独自の経済的生活を維持することのできない岩は、排他的経済水域又は大陸棚を有しない。」と定められている。この項では領海や接続水域については触れておらず、ゆえに「人間の居住又は独自の経済的生活を維持することのできない岩」であっても、領海、接続域についてはその起点を定めるうえで「領土」として扱うこと事ができると条文上から解釈が可能である。また「人間の居住又は独自の経済的生活を維持することのできる岩」は領海、接続水域、排他的経済水域及び大陸棚の起点を定めるうえで「領土」としての扱いを受けることができると論理学上の解釈が可能である。

### 論理的解釈
第121条の条約上の「島」と条約上の「人間の居住又は独自の経済的生活を維持することのできない岩」という2つの概念の関係については、
1. 「人間の居住又は独自の経済的生活を維持することのできない岩」は「島」の一部であるとする説
2. 「人間の居住又は独自の経済的生活を維持することのできない岩」と「島」は排反の関係にあるとする説

の2説がある。

## 排他的経済水域境界画定を巡る主張の相異
400海里よりも少ない距離で、海を隔てて隣接する2国が領海基線から排他的経済水域の限界距離200海里の位置に線を引くと、重複する水域が出現する。このような場合、重複水域のうち境界を何処に引き直すか、双方の合意なしに一方的に設定することはできない。「海洋法に関する国際連合条約」では重複海域の線引きの手順については規定が無く、それぞれの国は水域の経済的利益の最大化を図ろうとするため、境界の画定は困難を極める。
例えば東シナ海においては、中華人民共和国は「大陸棚自然延長論」に基づいて自国の沿岸から伸びる大陸棚の突端は沖縄トラフの西斜面の最下部でありEEZの境界も大陸棚境界と同じ位置にあるとする「東シナ海大陸棚沖縄トラフ限界説」を主張している。一方、日本は沖縄トラフ（海底の溝）のような海底地形に法的な意味はなく東シナ海大陸棚の東端は南西諸島東側の琉球海溝に向けて落ち込む斜面上にあるとする「東シナ海大陸棚琉球海溝限界説」を主張している。さらにこの「東シナ海大陸棚琉球海溝限界説」をとるならば日本と中国は大陸棚を分有していることとなり、この場合｢衡平な解決｣の原則に基づけば、それぞれの国の領海基線から等距離中間線を大陸棚・EEZの境界とするのが妥当であると日本は主張をしている。中国の主張する「東シナ海大陸棚沖縄トラフ限界説」をとると、等距離中間線などの両国の海底資源の平衡性がとれた状態から中国の方に大きく傾くこととなり、海底資源の｢衡平な解決｣の原則を大きく逸脱するものである。日本の主張する「等距離中間線論」は｢衡平な解決｣の原則からみても正当である。
なお、ミャンマーとバングラデシュ間の対立においては、国際海洋法裁判所は「大陸棚の（帰属の）境界は、中間線を基本とする」という判決を下している。
中国は南シナ海上の島を起点とした他国とのEEZの重複水域の再線引きの根拠として「等距離中間線論」を主張しベトナム、フィリピンの主張と対立している。中国が「等距離中間線論」を主張しているのは争点の海域の海底地形に明瞭に判別できる大陸棚の限界線が存在しないためである。しかし、そもそもEEZの境界設定以前に、起点となる島々の力による一方的な占取に始まり、一方的な領有権の主張を根拠としているため、条約上有効なのか大いに疑問の余地がある。
また韓国と中国の間のEEZの重複海域の境界の再線引きについては、黄海中の重複水域下の大陸棚に地形上の明瞭に判る大陸棚の終端部が存在しない。そのため中国は中韓両国が大陸棚を分有していると考え｢衡平な解決｣を前提とした「等距離中間線論」を主張している。しかし現在EEZ重複水域上の排他的な境界線の画定にはいたらず、中韓は暫定措置としてEEZ重複水域に共同漁業管理水域を設定し生物資源の共同管理の実施をしている。

### 日本の排他的経済水域の未確定水域を巡る主張の相違
日本と周辺諸国の間の排他的経済水域の境界の画定を巡り、画定方法の根拠についての主張に相違がみられる。
台湾との主張の相違
- 日台漁業協定
- 尖閣諸島問題

中国との主張の相違
- 東シナ海ガス田問題中国は「東シナ海大陸棚沖縄トラフ限界説」を主張している。これに対して日本は「東シナ海大陸棚琉球海溝限界説」をとり東シナ海大陸棚を中国と分有していると主張している。そして大陸棚上の境界は｢衡平な解決｣の原則を採り日中等距離中間線を大陸棚・EEZの境界とするのが妥当であると主張している。国連海洋法条約にはEEZ・大陸棚の重複水域の境界画定の手法について定めはない。
- 日中漁業協定
- 尖閣諸島問題

韓国との主張の相違
- 日韓漁業協定
- 竹島問題

中韓両国との主張の相違
- 沖ノ鳥島排他的経済水域を維持するために日本政府が島の周囲をコンクリートやブロックで固め浸食を防いでいる。中韓両国は沖ノ鳥島を国連海洋法条約第121条3項に規定される「人間の居住又は独自の経済的生活を維持することのできない岩」であり大陸棚・EEZの起点には成り得ないと主張している。2012年4月に国連の大陸棚限界委員会が沖ノ鳥島北方の四国海盆海域の大陸棚を認定したが、四国海盆海域の大陸棚延長は沖ノ鳥島以外の陸地を基点としても成立するものであるが、勧告の中に沖ノ鳥島が大陸棚延長の基点であるとした趣旨の明確な記述はなく、勧告が沖ノ鳥島が大陸棚延長の基点であることを認めているとは必ずしも断定できない。加えて、大陸棚限界委員会はあくまでも科学的・技術的な観点から大陸棚の延長について勧告をする国際機関であって、法的な問題について判断する権限はない。このことは委員会自身が認めているところであり、仮に大陸棚限界委員会による勧告が沖ノ鳥島を大陸棚延長の基点であることを認める趣旨のものであったとしても、それは科学的・技術的な観点に関するものであり、国連海洋法条約上の「島」であるか「岩」であるかといった法的地位に関する問題については何ら影響を与えるものではない。
- 日韓大陸棚協定韓国は日韓大陸棚協定の共同開発区域を韓国単独のEEZだと主張して、2012年に国連大陸棚限界委員会に沖縄トラフまでの大陸棚延伸を申請した。この海域におけるEEZの基点には、日本の鳥島と男女群島の問題も関わっており複雑化している。韓国の国連への申請は自由であるが、EEZの最終決定と効力発効にはEEZが重複する日本との協議と同意が必要である。中国は自国の排他的経済水域（EEZ）だと主張する九州西方海域が日韓大陸棚協定で設定された共同開発区域に含まれていることに対して反発している。

ロシアとの主張の相違
- 北方領土問題

### 世界の排他的経済水域に係わる紛争
- アベス島
- 南沙諸島（スプラトリー諸島）
- 西沙諸島（パラセル諸島）
- カステロリゾ島
- グリーンランド
- グリスバダルナ
- クレタ島
- サモス島
- ティモール島
- フォンセカ湾
- 波照間島[4][5]

## ハーグ仲裁裁判所判断

2016年ハーグ仲裁裁判所が下した領海と排他的経済水域（EEZ）の判断

### 南シナ海のリーフ（礁）に関する判断
2016年7月12日にオランダ・ハーグの常設仲裁裁判所が南シナ海を巡る中国の主張や活動についてフィリピンが行った15の申し立てに関して下した判断の中では、南シナ海の南沙諸島に存在するリーフ（礁）を例に取り上げ、それらすべての高潮時地物（high-tide features）は、法的には排他的経済水域または大陸棚を発生させない「岩」であるとした。

## 国・地域別ランキング
表は有人又は無人を問わず各主権国家の属領を含むが、南極大陸の領有権主張は含んでいない。EEZ+TIAは、排他的経済水域 (EEZ) に総内面積 (TIA) を加えたものである。
| 国名                             | EEZ km2    | 大陸棚 km2 | EEZ+TIA km2 |
| -------------------------------- | ---------- | ---------- | ----------- |
| フランス                         | 11,691,000 | 389,422    | 12,080,422  |
| アメリカ                         | 11,351,000 | 2,193,526  | 21,814,306  |
| オーストラリア                   | 8,505,348  | 2,194,008  | 16,197,464  |
| ロシア                           | 7,566,673  | 3,817,843  | 24,664,915  |
| イギリス                         | 6,805,586  | 722,891    | 7,048,486   |
| インドネシア                     | 6,159,032  | 2,039,381  | 8,063,601   |
| カナダ                           | 5,599,077  | 2,644,795  | 15,607,077  |
| 日本                             | 4,479,388  | 454,976    | 4,857,318   |
| ニュージーランド                 | 4,083,744  | 277,610    | 4,352,424   |
| 中国                             | 3,879,666  | 831,340    | 13,520,487  |
| チリ                             | 3,681,989  | 252,947    | 4,431,381   |
| ブラジル                         | 3,660,955  | 774,563    | 12,175,832  |
| キリバス                         | 3,441,810  | 7,523      | 3,442,536   |
| メキシコ                         | 3,269,386  | 419,102    | 5,141,968   |
| ミクロネシア連邦                 | 2,996,419  | 19,403     | 2,997,121   |
| デンマーク                       | 2,551,238  | 495,657    | 4,761,811   |
| パプアニューギニア               | 2,402,288  | 191,256    | 2,865,128   |
| ノルウェー                       | 2,385,178  | 434,020    | 2,770,404   |
| インド                           | 2,305,143  | 402,996    | 5,592,406   |
| マーシャル諸島                   | 1,990,530  | 18,411     | 1,990,711   |
| ポルトガル                       | 1,727,408  | 92,090     | 3,969,498   |
| フィリピン                       | 1,590,780  | 272,921    | 1,890,780   |
| ソロモン諸島                     | 1,589,477  | 36,282     | 1,618,373   |
| 南アフリカ                       | 1,535,538  | 156,337    | 2,756,575   |
| セーシェル                       | 1,336,559  | 39,063     | 1,337,014   |
| モーリシャス                     | 1,284,997  | 29,061     | 1,287,037   |
| フィジー                         | 1,282,978  | 47,705     | 1,301,250   |
| マダガスカル                     | 1,225,259  | 101,505    | 1,812,300   |
| アルゼンチン                     | 1,159,063  | 856,346    | 3,939,463   |
| エクアドル                       | 1,077,231  | 41,034     | 1,333,600   |
| スペイン                         | 1,039,233  | 77,920     | 1,545,225   |
| モルディブ                       | 923,322    | 34,538     | 923,622     |
| ペルー                           | 906,454    | 82,000     | 2,191,670   |
| ソマリア                         | 825,052    | 55,895     | 1,462,709   |
| コロンビア                       | 808,158    | 53,691     | 1,949,906   |
| カーボベルデ                     | 800,561    | 5,591      | 804,594     |
| アイスランド                     | 751,345    | 108,015    | 854,345     |
| ツバル                           | 749,790    | 3,575      | 749,816     |
| バヌアツ                         | 663,251    | 11,483     | 675,440     |
| トンガ                           | 659,558    | 8,517      | 660,305     |
| バハマ                           | 654,715    | 106,323    | 668,658     |
| パラオ                           | 603,978    | 2,837      | 604,437     |
| モザンビーク                     | 578,986    | 94,212     | 1,380,576   |
| モロッコ                         | 575,230    | 115,157    | 1,287,780   |
| コスタリカ                       | 574,725    | 19,585     | 625,825     |
| ナミビア                         | 564,748    | 86,698     | 1,388,864   |
| イエメン                         | 552,669    | 59,229     | 1,080,637   |
| イタリア                         | 541,915    | 116,834    | 843,251     |
| オマーン                         | 533,180    | 59,071     | 842,680     |
| ミャンマー                       | 532,775    | 220,332    | 1,209,353   |
| スリランカ                       | 532,619    | 32,453     | 598,229     |
| アンゴラ                         | 518,433    | 48,092     | 1,765,133   |
| ギリシャ                         | 505,572    | 81,451     | 637,529     |
| 韓国                             | 475,469    | 292,522    | 575,469     |
| ベネズエラ                       | 471,507    | 98.500     | 1,387,950   |
| ベトナム                         | 417,663    | 365,198    | 748,875     |
| アイルランド                     | 410,310    | 139,935    | 480,583     |
| リビア                           | 351,589    | 64,763     | 2,111,129   |
| キューバ                         | 350,751    | 61,525     | 460,637     |
| パナマ                           | 335,646    | 53,404     | 411,163     |
| マレーシア                       | 334,671    | 323,412    | 665,474     |
| ナウル                           | 308,480    | 41         | 308,501     |
| 赤道ギニア                       | 303,509    | 7,820      | 331,560     |
| タイ                             | 299,397    | 230,063    | 812,517     |
| エジプト                         | 263,451    | 61,591     | 1,265,451   |
| トルコ                           | 261,654    | 56,093     | 1,045,216   |
| ジャマイカ                       | 258,137    | 9,802      | 269,128     |
| ドミニカ共和国                   | 255,898    | 10,738     | 304,569     |
| リベリア                         | 249,734    | 17,715     | 361,103     |
| ホンジュラス                     | 249,542    | 68,718     | 362,034     |
| タンザニア                       | 241,888    | 25,611     | 1,186,975   |
| パキスタン                       | 235,999    | 51,383     | 1,117,911   |
| ガーナ                           | 235,349    | 22,502     | 473,888     |
| サウジアラビア                   | 228,633    | 107,249    | 2,378,323   |
| ナイジェリア                     | 217,313    | 42,285     | 1,141,081   |
| シエラレオネ                     | 215,611    | 28,625     | 287,351     |
| ガボン                           | 202,790    | 35,020     | 470,458     |
| バルバドス                       | 186,898    | 426        | 187,328     |
| コートジボワール                 | 176,254    | 10,175     | 498,717     |
| イラン                           | 168,718    | 118,693    | 1,797,468   |
| モーリタニア                     | 165,338    | 31,662     | 1,190,858   |
| コモロ                           | 163,752    | 1,526      | 165,987     |
| スウェーデン                     | 160,885    | 154,604    | 602,255     |
| セネガル                         | 158,861    | 23,092     | 355,583     |
| オランダ                         | 154,011    | 77,246     | 192,345     |
| ウクライナ                       | 147,318    | 79,142     | 750,818     |
| ウルグアイ                       | 142,166    | 75,327     | 318,381     |
| ガイアナ                         | 137,765    | 50,578     | 352,734     |
| 朝鮮民主主義人民共和国           | 132,826    | 54,566     | 253,364     |
| サントメ・プリンシペ             | 131,397    | 1,902      | 132,361     |
| サモア                           | 127,950    | 2,087      | 130,781     |
| スリナム                         | 127,772    | 53,631     | 291,592     |
| ハイチ                           | 126,760    | 6,683      | 154,510     |
| アルジェリア                     | 126,353    | 9,985      | 2,508,094   |
| ニカラグア                       | 123,881    | 70,874     | 254,254     |
| ギニアビサウ                     | 123,725    | 39,339     | 159,850     |
| ケニア                           | 116,942    | 11,073     | 697,309     |
| グアテマラ                       | 114,170    | 14,422     | 223,059     |
| アンティグア・バーブーダ         | 110,089    | 4,128      | 110,531     |
| チュニジア                       | 101,857    | 67,126     | 265,467     |
| キプロス                         | 98,707     | 4,042      | 107,958     |
| エルサルバドル                   | 90,962     | 16,852     | 112,003     |
| フィンランド                     | 87,171     | 85,109     | 425,590     |
| バングラデシュ                   | 86,392     | 66,438     | 230,390     |
| 台湾                             | 83,231     | 43,016     | 119,419     |
| エリトリア                       | 77,728     | 61,817     | 195,328     |
| トリニダード・トバゴ             | 74,199     | 25,284     | 79,329      |
| 東ティモール                     | 70,326     | 25,648     | 85,200      |
| スーダン                         | 68,148     | 19,827     | 1,954,216   |
| カンボジア                       | 62,515     | 62,515     | 243,550     |
| ギニア                           | 59,426     | 44,755     | 305,283     |
| クロアチア                       | 59,032     | 50,277     | 115,626     |
| アラブ首長国連邦                 | 58,218     | 57,474     | 141,818     |
| ドイツ                           | 57,485     | 57,485     | 414,599     |
| マルタ                           | 54,823     | 5,301      | 55,139      |
| エストニア                       | 36,992     | 36,992     | 82,219      |
| セントビンセント・グレナディーン | 36,302     | 1,561      | 36,691      |
| ベリーズ                         | 35,351     | 13,178     | 58,317      |
| ブルガリア                       | 34,307     | 10,426     | 145,186     |
| ベナン                           | 33,221     | 2,721      | 145,843     |
| カタール                         | 31,590     | 31,590     | 43,176      |
| コンゴ共和国                     | 31,017     | 7,982      | 373,017     |
| ポーランド                       | 29,797     | 29,797     | 342,482     |
| ドミニカ国                       | 28,985     | 659        | 29,736      |
| ラトビア                         | 28,452     | 27,772     | 93,011      |
| グレナダ                         | 27,426     | 2,237      | 27,770      |
| イスラエル                       | 26,352     | 3,745      | 48,424      |
| ルーマニア                       | 23,627     | 19,303     | 262,018     |
| ガンビア                         | 23,112     | 5,581      | 34,407      |
| ジョージア                       | 21,946     | 3,243      | 91,646      |
| レバノン                         | 19,516     | 1,067      | 29,968      |
| カメルーン                       | 16,547     | 11,420     | 491,989     |
| セントルシア                     | 15,617     | 544        | 16,156      |
| アルバニア                       | 13,691     | 6,979      | 42,439      |
| トーゴ                           | 12,045     | 1,265      | 68,830      |
| クウェート                       | 11,026     | 11,026     | 28,844      |
| シリア                           | 10,503     | 1,085      | 195,683     |
| バーレーン                       | 10,225     | 10,225     | 10,975      |
| ブルネイ                         | 10,090     | 8,509      | 15,855      |
| セントクリストファー・ネイビス   | 9,974      | 653        | 10,235      |
| モンテネグロ                     | 7,745      | 3,896      | 21,557      |
| ジブチ                           | 7,459      | 3,187      | 30,659      |
| リトアニア                       | 7,031      | 7,031      | 72,331      |
| ベルギー                         | 3,447      | 3,447      | 33,975      |
| コンゴ民主共和国                 | 1,606      | 1,593      | 2,346,464   |
| シンガポール                     | 1,067      | 1,067      | 1,772       |
| イラク                           | 771        | 771        | 439,088     |
| モナコ                           | 288        |            | 290         |
| パレスチナ                       | 256        | 256        | 6,276       |
| スロベニア                       | 220        | 220        | 20,493      |
| ヨルダン                         | 166        | 59         | 89,508      |
| ボスニア・ヘルツェゴビナ         | 50         | 50         | 51,259      |
| カザフスタン                     |            |            | 2,724,900   |
| モンゴル                         |            |            | 1,564,100   |
| チャド                           |            |            | 1,284,000   |
| ニジェール                       |            |            | 1,267,000   |
| マリ                             |            |            | 1,240,192   |
| エチオピア                       |            |            | 1,104,300   |
| ボリビア                         |            |            | 1,098,581   |
| ザンビア                         |            |            | 752,612     |
| アフガニスタン                   |            |            | 652,090     |
| 中央アフリカ共和国               |            |            | 622,984     |
| 南スーダン                       |            |            | 619,745     |
| ボツワナ                         |            |            | 582,000     |
| トルクメニスタン                 |            |            | 488,100     |
| ウズベキスタン                   |            |            | 447,400     |
| パラグアイ                       |            |            | 406,752     |
| ジンバブエ                       |            |            | 390,757     |
| ブルキナファソ                   |            |            | 274,222     |
| ウガンダ                         |            |            | 241,038     |
| ラオス                           |            |            | 236,800     |
| ベラルーシ                       |            |            | 207,600     |
| キルギス                         |            |            | 199,951     |
| ネパール                         |            |            | 147,181     |
| タジキスタン                     |            |            | 143,100     |
| マラウイ                         |            |            | 118,484     |
| ハンガリー                       |            |            | 93,028      |
| アゼルバイジャン                 |            |            | 86,600      |
| オーストリア                     |            |            | 83,871      |
| チェコ                           |            |            | 78,867      |
| セルビア                         |            |            | 77,474      |
| スロバキア                       |            |            | 49,035      |
| スイス                           |            |            | 41,284      |
| ブータン                         |            |            | 38,394      |
| モルドバ                         |            |            | 33,846      |
| レソト                           |            |            | 30,355      |
| アルメニア                       |            |            | 29,743      |
| ブルンジ                         |            |            | 27,834      |
| ルワンダ                         |            |            | 26,338      |
| 北マケドニア                     |            |            | 25,713      |
| エスワティニ                     |            |            | 17,364      |
| コソボ[a]                        |            |            | 10,887      |
| ルクセンブルク                   |            |            | 2,586       |
| アンドラ                         |            |            | 468         |
| リヒテンシュタイン               |            |            | 160         |
| サンマリノ                       |            |            | 61          |
| バチカン市国                     |            |            | 0.44        |

## 海面上昇との関連
気候変動による海面上昇で海岸線が陸側に後退した場合については明文規定がなく、国連国際法委員会（ILC）が2019年に研究部会を設け、対応策の議論を続けている。後退した低潮線を200カイリの基点にするとEEZの範囲もその分陸側にずれ、外縁の漁場や海底資源の権利が失われる。太平洋の島嶼国は元の低潮線を基準にすべきと主張している。日本政府も2003年2月、海洋国への影響を最小限に抑えるため、元の低潮線を基準にすべきだとの見解をまとめた。

## 海洋以外の経済水域
世界最大の湖であるカスピ海は、2018年沿岸5か国（イラン、トルクメニスタン、カザフスタン、ロシア、アゼルバイジャン）が、法的には事実上「海」とし、各国沿岸から15カイリをそれぞれの領海、25カイリを排他的漁業水域とすることで合意した。